# Paul Morand
Paul Morand (Parigi, 13 marzo 1888 – Parigi, 23 luglio 1976) è stato uno scrittore e diplomatico francese.
Fu diplomatico, romanziere, autore di saggi e di racconti, commediografo, giornalista e poeta. È ritenuto uno dei padri dello stile moderno nella letteratura francese.

## Durante l'Occupazione
Esordì con una serie di racconti e romanzi che si fecero notare per lo stile, l'erudizione, la scorrevolezza e la concisione nella scrittura. Diplomatico di professione, dopo l'armistizio della Francia del luglio 1940 decise di lasciare Londra dove svolgeva le funzioni d'incaricato d'affari, per rientrare a Parigi ormai occupata dall'esercito tedesco. Nei giorni successivi raggiunse il ministero degli Esteri, che nel frattempo si era installato a Vichy sede del governo collaborazionista. Ma fu accolto freddamente dai suoi superiori, e gli fu anche inflitta la sanzione del collocamento a riposo d'ufficio per essersi allontanato dalla sede diplomatica contravvenendo all'ordine di rimanere a Londra. 
Tornò in auge nell'aprile 1942, a seguito della nomina a presidente del consiglio di Pierre Laval, al quale Morand era particolarmente legato. Fu quindi reintegrato nei ranghi della diplomazia con la dignità di ministro plenipotenziario di seconda classe, e nell'attesa dell'attribuzione di una sede diplomatica fece parte del gabinetto del capo di governo. Fu anche nominato presidente della commissione di censura cinematografica (si limitò prevalentemente a visionare i cinegiornali). In quel breve periodo si divise fra Parigi, occupata dai tedeschi, e Vichy, frequentando l'entourage di Laval e altri alti dignitari del governo collaborazionista come, ad esempio, il segretario generale della polizia René Bousquet, l'organizzatore delle gigantesche retate che videro la deportazione nei campi di concentramento di decine migliaia di ebrei. Dichiaratamente ultrareazionario, omofobo, razzista, antisemita e filonazista, Morand cercò comunque di mantenere un attegiamento defilato. Nel settembre del 1943 fu promosso ministro di prima classe e nominato ambasciatore a Bucarest. Nel gennaio 1944 fu trasferito a Berna. 

## L'epurazione
Dopo la Liberazione nell'agosto successivo fu rimosso dall'incarico e quindi destituito dal corpo diplomatico. Per allontanarsi dall'ostracismo dell'ambiente letterario francese rimase in Svizzera, dove possedeva una casa e visse fino al 1956. Quando si ristabilì a Parigi presentò al Consiglio di Stato un'istanza di reintegro, non per rientrare in diplomazia ma per farsi riconoscere gli arretrati. La decisione, cui fu relatore Georges Pompidou, fu favorevole. Ma non gli fu riconosciuta la dignità di ambasciatore né quella di ministro plenipotenziario.

## Accademico e capofila degli Ussari
Negli anni Cinquanta il movimento letterario degli "ussari" lo designò come capofila. Il 24 ottobre 1968, dopo due tentativi andati a vuoto, fu eletto all'Académie française, succedendo al grande avvocato penalista Maurice Garçon. In realtà Morand aveva incominciato ad accarezzare l'idea di diventare accademico fin dal 1942, ma giacché durante l'Occupazione l'Institut de France aveva preferito soprassedere dal procedere a nuove elezioni la cosa non si era potuta concretizzare. Nel 1958 aveva presentò ufficialmente la sua candidatura, ma senza successo, soprattutto a causa dell'ostracismo di François Mauriac. Quindi ritentò l'anno successivo. Stavolta intervenne contro di lui Charles De Gaulle in persona, tornato al potere nel 1958, e fu quella l'unica volta in cui un presidente della Repubblica esercitò il diritto di veto accordato al capo dello Stato sull'elezione degli accademici. Nel 1968 l'opposizione di De Gaulle venne a cadere, e Morand poté fare il suo ingresso fra gli Immortali. Tuttavia il generale De Gaulle si sottrasse alla consuetudine che vuole che il presidente della Repubblica riceva all'Eliseo gli accademici appena eletti.

## Opera letteraria
Paul Morand frequentò la maggior parte delle personalità letterarie del suo tempo, fra cui Marcel Proust sul quale rilasciò una lunga e dettagliata intervista in occasione di un documentario televisivo sullo scrittore del quale esiste anche una versione ridotta in lingua italiana. Lasciò un'imponente corrispondenza con Jacques Chardonne, la cui pubblicazione in tre volumi di circa mille pagine ciascuno è iniziata nel 2013. È stata pubblicata anche la sua corrispondenza con Roger Nimier, così come i diari scritti durante l'Occupazione (Journal de guerre, in due volumi) e quelli redatti negli ultimi anni di vita (Journal inutile, sempre in due volumi). Amante degli hotel, dei ristoranti e delle automobili di lusso, condusse un'intensa vita mondana ed ebbe numerose relazioni femminili.

## Vita privata
Sposò Hélène Chrissoveloni (1879-1975), ex moglie del principe Soutzo. Anch'essa ha lasciato la sua testimonianza in occasione del documentario su Proust.

## Opere tradotte in italiano
- Tendres Stocks, (N.R.F.), 1921, 1924 (Teneri incontri, trad. di Maria Elisa Della Casa, prefazione di Marcel Proust, Firenze, Passigli, 1995)
- Ouvert la nuit, 1922; Fermé la nuit, 1923 (con il titolo Le notti mondane, Roma, C. Colombo, 1962; Aperto la notte. Chiuso la notte, introduzione di Leopoldo Carra, Milano, Corbaccio, 1997)
- Lewis et Irène, 1924 (Lewis e Irene, traduzione di Renato Zuccarelli, Torino, Libreria edit. di cultura italiana e straniera, 1929;  trad. di Maurizio Ferrara, Palermo, Novecento, 1998)
- Rien que la Terre, 1926 (Nient'altro che la terra: viaggio intorno al mondo, trad. di Francesco Bruno, Milano, Corbaccio, 2002)
- Bouddha Vivant, 1927 (Il Budda vivente, Milano, Vitagliano, 1928; trad. di Leopoldo Carra, Milano, Corbaccio, 1994; Milano, TEA, 1997)
- Le Voyage, 1927 (Viaggiare, trad. di Donata Feroldi,  Milano, Archinto, I ed. 1994)
- L'Europe galante, 1927  (L'Europa galante, trad. di Vittorio Orazi, Roma, Tiber, 1929)
- Champions du monde, 1930 (Campioni del mondo, trad. di Mario Ferrigni, Bagno a Ripoli, Passigli, 1997)
- L'art de mourir, 1932 (L'arte di morire, a cura di Giuseppe Scaraffia, Palermo, Sellerio, 2008)
- New York, 1930-31 (New York, trad. di Rosalia Trajna, Palermo, Novecento, 1994)
- Monsieur Zéro, (N.R.F.), 1936 (Il signor zero, a cura di Michelangelo Antonioni, Milano,  Roma, Jandi, 1944; Firenze, Passigli, 1996)
- Bug O'Shea, 1936 (Bug O'Shea: il miracolo di un gangster, trad. di Donata Feroldi, Milano, Archinto, 1996)
- La Route des Indes, 1936 (La via delle Indie, trad. di Marina Premoli,  Palermo, Sellerio, 2000)
- Apprendre à se reposer, 1937 (Elogio del riposo: come imparare a riposarsi, trad. di Donata Feroldi, Milano, Archinto, 1994)
- Montociel, Rajah aux Grandes Indes, 1947 (Montociel raja delle Indie, Milano, Rizzoli, 1949)
- Bains de mer, bains de rêve, 1960 (Al mare, Milano, Archinto, 1999)
- Fouquet ou Le Soleil offusqué 1961 (Il sole offuscato. Fouquet e Luigi XIV, trad. di Maurizio Ferrara,  prefazione di Daria Galateria, Milano, Corbaccio, 1996)
- Venises, 1971 (Venezie, trad. di Maurizio Ferrara. introduzione di Leopoldo Carra. Vicenza, Neri Pozza, 1995)
- L'Allure de Chanel, postumo, 1976 (Chanel, a cura di Maurizio Ferrara, Palermo: Novecento, I ed. 1995)
- Lettres du voyageur, postumo, 1988 (Lettere di un viaggiatore, trad. di Filippo Betto, prefazione di Marco Vallora, Milano, Archinto, 1996)